# Tom Virtue
Tom Virtue (Sherman, 19 novembre 1957) è un attore statunitense.

## Biografia
Ha studiato alla Scuola Teatrale di Chicago, dove è entrato all'età di 17 anni. È apparso come attore in molti film e soprattutto in moltissime serie televisive in ruoli secondari. Ruoli importanti invece ricordiamo subito; Even Stevens (nel ruolo del padre, Steve) e nel film TV Scrittrice per caso (dove interpreta il ruolo del padre).
Sposato dal 1999 con Alima Virtue la coppia ha quattro figli.

## Filmografia parziale

### Cinema
- Return to Me, regia di Bonnie Hunt (2000)
- Blades of Glory - Due pattini per la gloria (Blades of Glory), regia di Will Speck e Josh Gordon (2007)
- Transformers 3 (Transformers 3: Dark of the Moon), regia di Michael Bay (2011)
- Hitchcock, regia di Sacha Gervasi (2012)
- Parto con mamma (The Guilt Trip), regia di Anne Fletcher (2012)
- Iron Man 3, regia di Shane Black (2013)
- Ghost Movie 2 - Questa volta è guerra (A Haunted House 2), regia di Michael Tiddes (2014)
- La legge della notte (Live by Night), regia di Ben Affleck (2016)
- Green Book, regia di Peter Farrelly (2018)
- Ted Bundy - Confessioni di un serial killer (No Man of God), regia di Amber Sealey (2021)
- To Leslie, regia di Michael Morris (2022)
- George Foreman - Cuore da leone (Big George Foreman), regia di George Tillman Jr. (2023)

### Televisione
- Beverly Hills 90210 – serie TV, 3 episodi (1997-2000)
- X-Files (The X-Files) – serie TV, episodio 6x15 (1999)
- Vi presento Dorothy Dandridge (Introducing Dorothy Dandridge), regia di Martha Coolidge – film TV (1999)
- Settimo cielo (7th Heaven) – serie TV, episodio 4x17 (2000)
- Sabrina, vita da strega (Sabrina, the Teenage Witch) – serie TV, episodio 5x10 (2000)
- Star Trek: Voyager – serie TV, 4 episodi (1995-2001)
- Even Stevens – serie TV, 58 episodi (2000-2003)
- Malcolm (Malcolm in the Middle) – serie TV, 2 episodi (2000-2004)
- JAG - Avvocati in divisa (JAG) – serie TV, episodio 8x11 (2002)
- Firefly – serie TV, episodio 1x08 (2002)
- Nip/Tuck – serie TV, episodio 1x13 (2003)
- Una famiglia allo sbaraglio (The Even Stevens Movie), regia di Sean McNamara – film TV (2003)
- Detective Monk (Monk) – serie TV, episodio 2x03 (2003)
- CSI - Scena del crimine (CSI: Crime Scene Investigation) – serie TV, 2 episodi (2003-2009)
- Reba – serie TV, episodio 3x11 (2004)
- Streghe (Charmed) – serie TV, episodio 7x13 (2005)
- The Comeback – serie TV, 7 episodi (2005)
- Criminal Minds – serie TV, episodio 1x03 (2005)
- Scrittrice per caso (Read It and Weep), regia di Paul Hoen – film TV (2006)
- Cold Case - Delitti irrisolti (Cold Case) - serie TV, episodio 3x13 (2006)
- The Closer – serie TV, episodio 2x12 (2006)
- Drake & Josh – serie TV, 2 episodi (2007)
- Life – serie TV, 1 episodio (2007)
- Side Order of Life – serie TV, episodio pilota (2007)
- Boston Legal – serie TV, 1 episodio (2007)
- Bones – serie TV, 1 episodio (2007)
- Un nonno per Natale (A Grandpa for Christmas), regia di Harvey Frost – film TV (2007)
- La vita segreta di una teenager americana (The Secret Life of the American Teenager) – serie TV, 20 episodi (2008-2013)
- CSI: Miami – serie TV, 1 episodio (2008)
- The Mentalist – serie TV, 1 episodio (2008)
- Febbre d'amore (The Young and the Restless) – soap opera, 2 puntate (2009)
- E.R. - Medici in prima linea (ER) – serie TV, 1 episodio (2009)
- Sons of Anarchy – serie TV, episodio 3x04 (2010)
- How I Met Your Mother – serie TV, un episodio (2010)
- Due uomini e mezzo (Two and a Half Men) – serie TV, 2 episodi (2010-2014)
- Law & Order: LA – serie TV, 1 episodio (2010)
- Victorious – serie TV, episodio 1x13 (2010)
- Castle – serie TV, episodio 3x19 (2011)
- Wilfred – serie TV, un episodio (2011)
- NCIS - Unità anticrimine (NCIS) – serie TV, episodio 9x18 (2012)
- American Horror Story – serie TV, 3 episodi (2013-2019)
- Perception – serie TV, episodio 2x02 (2013)
- Revenge – serie TV, 1 episodio (2013)
- Hart of Dixie – serie TV, 1 episodio (2014)
- Ray Donovan – serie TV, episodio 2x08 (2014)
- Agents of S.H.I.E.L.D. – serie TV, episodio 4x13 (2017)
- 9-1-1 – serie TV, episodio 2x01 (2018)
- Dahmer - Mostro: la storia di Jeffrey Dahmer (Dahmer – Monster: The Jeffrey Dahmer Story) – miniserie TV, 1 episodio (2022)
- S.W.A.T. – serie TV, un episodio (2022)
- Young Sheldon – serie TV, episodio 7x06 (2024)
- Quell'uragano di figlia (Shifting Gears) – serie TV, episodio 1x08 (2025)

## Doppiatori italiani
Nelle versioni in italiano delle opere in cui ha recitato, Tom Virtue è stato doppiato da:
- Mino Caprio in Star Trek: Voyager (ep. 7x16-17), Criminal Minds, Castle
- Bruno Slaviero in Ally McBeal
- Gaetano Varcasia in X-Files
- Sergio Di Stefano in Return to Me
- Manfredi Aliquò in Una vacanza di tutto... lavoro
- Emidio La Vella in Malcolm (ep. 1x03)
- Enrico Pallini in Malcolm (ep. 5x20)
- Antonio Angrisano in CSI - Scena del crimine (ep. 3x13)
- Stefano Thermes in CSI - Scena del crimine (ep. 10x03)
- Saverio Indrio in Even Stevens
- Franco Mannella in Una famiglia allo sbaraglio
- Fabrizio Pucci in Detective Monk
- Nino D'Agata in Desperate Housewives
- Pierluigi Astore in The Comeback
- Domenico Strati in The Comeback (ep. 1x04)
- Domenico Crescentini in The Closer
- Gianluca Machelli in Side Order of Life
- Maurizio Fiorentini in Cold Case - Delitti irrisolti
- Giovanni Petrucci in Private Practice
- Antonio Palumbo in Bones
- Maurizio Reti in Un nonno per Natale
- Massimo Rinaldi in CSI: Miami
- Sandro Iovino in The Mentalist
- Fabrizio Temperini in Due uomini e mezzo (ep. 8x07)
- Oliviero Dinelli in Due uomini e mezzo (ep. 12x02)
- Antonio Paiola in How I Met Your Mother
- Enrico Di Troia in Wilfred
- Fabrizio Picconi in Hitchcock
- Alberto Angrisano in NCIS - Unità anticrimine
- Daniele Valenti in Perception
- Luciano Roffi in Ghost Movie 2 - Questa volta è guerra
- Massimo Aresu in Hart of Dixie
- Toni Orlandi in 9-1-1
- Stefano Oppedisano in Green Book
- Dodo Versino in Amiche per la morte - Dead to Me
- Gaetano Lizzio in NCIS: Los Angeles
- Fabrizio Russotto in Dahmer - Mostro: la storia di Jeffrey Dahmer
- Stefano Miceli in S.W.A.T.
- Stefano Benassi in Grotesquerie
- Francesco Prando in Young Sheldon
- Ambrogio Colombo in George Foreman - Cuore da leone
- Mario Scarabelli in Vi presento Dorothy Dandridge (ridoppiaggio)

Da doppiatore è stato sostituito da:
- Riccardo Rovatti in Resident Evil Village